# Botryobasidium subbotryosum
Botryobasidium subbotryosum ist eine Ständerpilzart aus der Familie der Traubenbasidienverwandten (Botryobasidiaceae). Sie bildet resupinate, spinnwebartige Fruchtkörper aus, die auf Totholz von Laub- und Nadelbäumen wachsen. Das Verbreitungsgebiet von Botryobasidium subbotryosum umfasst den indischen Subkontinent. Eine Anamorphe der Art ist nicht bekannt.

## Merkmale

### Makroskopische Merkmale
Botryobasidium subbotryosum besitzt dunkel cremefarbene bis hellgelbe, gespinstartige Fruchtkörper, die resupinat (also vollständig anliegend) auf ihrem Substrat wachsen und unter der Lupe leicht netzartig erscheinen.

### Mikroskopische Merkmale
Wie bei allen Traubenbasidien ist die Hyphenstruktur von Botryobasidium subbotryosum monomitisch, besteht also nur aus generativen Hyphen, die sich rechtwinklig verzweigen. Die Basalhyphen sind gelblich, meist 7–10 µm breit, leicht dickwandig und nicht inkrustiert. Die 5–7 µm dicken Subhymenialhyphen sind hyalin und dünnwandig. Die Art verfügt nicht über Zystiden oder Schnallen. Die selten vier-, meist sechsporigen Basidien der Art wachsen in Nestern, werden 9–16 × 7–9 µm groß und sind kurzzylindrisch. Die Sporen sind breit schiffchenförmig und meist 9–10 × 3,5–5 µm groß. Sie sind glatt, dünnwandig und hyalin.

## Verbreitung
Die bekannte Verbreitung von Botryobasidium subbotryosum umfasst den indischen Subkontinent.

## Ökologie
Botryobasidium subbotryosum ist ein Saprobiont, der Totholz von Laubbäumen und Koniferen besiedelt. Die Substrate wurden bislang nicht näher bestimmt.